# 印度电影
印度是重要的电影出產地區。印度的電影產量是世界之冠（2002年出產1200部電影），主要供應國內龐大的需求。印度電影在住有大量印度移民的國家也很受歡迎。
1950年代到1990年代，絕大部分印度本地製作的電影利潤可觀，因為電視和外來電影的競爭較少。但隨着電視與電視臺的普及、外國電影大量湧入，很多印度電影都慘淡收場。受歡迎的本地製作則受盜版影響而利潤大減。
印度是一個多語言的國家。不同語言的族群對母語的電影有很殷切的需求，造就了電影業的發展，
印度電影大致可分為南北兩派，以孟買為基地的北印度電影業寶萊塢發展最為成熟，是當中較規模最大的一個分支，其製作的電影是以印地語為主要語言。還有以西印度古吉拉特邦的Dhollywood、以海德拉巴為基地、專門出產泰盧固語南印度電影的Tollywood等等，上映的《帝國戰神：巴霍巴利王》就是來自南印度。
著名導演薩雅吉·雷則是出身自孟加拉語電影業，他於1992年獲頒奥斯卡終身成就獎，倫敦影展的薩雅吉·雷獎項以他的名字命名。
印地語是最普及的語言，所以印地語的電影產量和票房數字均最大。很多在印度其他地區成名的電影工作者都會到宝莱坞尋找機會。不同地區的電影會互相模仿，所以同一套電影可能會有不同語言的版本。
1960年代到1980年代，印度的藝術電影主要由政府資助。導演可向政府申請撥款拍攝印度主題的非商業電影。這些導演主要從政府的電影學校畢業。

## 电影基地
北印度印地語通行的情況，使得波里活成為了最大的電影中心。而基於南印度泰米爾語、泰盧固語雙強並立的特點，南印度的電影中心也有兩個：一個是位於安得拉邦首府海得拉巴的「托萊塢」，以及泰米爾納德邦首府欽奈的「考萊塢」。另外還有兩個市場份額較小的，用其它達羅毗荼語的「莫萊塢」和「桑達塢」。前者位於喀拉拉邦；後者則位於卡納塔克邦首府。
印度還有托萊塢（Tollywood）、考萊塢（Kollywood）、莫萊塢（Mollywood）和桑達塢（Sandalwood）等另外四個電影產業基地。其中，位於印度北部城市孟買的波里活規模最大，每年大約能夠佔據全國票房的43%，其他四個均位於印度南部，其中考萊塢和托萊塢也各占近20%的市場。

## 語言
由於印度種族及語言眾多，為求各種族間的順暢對話，印度官方大力推廣的英語是不可或缺的，近年來的印度劇本中必有大量的英語對白；而電影製作單位會在後製時加入英語與其他方言（視上映地區而定）的字幕。
| 表：語言分類 | 表：語言分類                      |
| --- | --------------------------------- |
| 由印度中央電影認證委員會認證的印度電影故事，按照語言分類。 注：本表列出了CBFC區域辦事處在九個城市認證的電影數量。製作的電影的實際數量可能較少。 |                                   |
| 語言 | 電影數量                          |
| 印地語 | 340（數碼）和0（菲林），共340個   |
| 泰米尔语 | 291（數碼）和0（菲林），共291個   |
| 泰盧固語 | 275（數碼）和0（菲林），共275個   |
| 卡纳达语 | 204（數碼）和0（菲林），共204個   |
| 马拉地语 | 180（數碼）和1（菲林），共181個   |
| 马拉雅拉姆语 | 168（數碼）和0（菲林），共168個   |
| 孟加拉语 | 149（數碼）和0（菲林），共149個   |
| 博杰普尔语 | 67（數碼）和0（菲林），共67個     |
| 旁遮普語 | 45（數碼）和0（菲林），共45個     |
| 古吉拉特语 | 45（數碼）和0（菲林），共45個     |
| 奥里亚语 | 41（數碼）和0（菲林），共41個     |
| 阿萨姆语 | 20（數碼）和0（菲林），共20個     |
| 拉贾斯坦语 | 10（數碼）和0（菲林），共10個     |
| 恰蒂斯加爾語 | 10（數碼）和0（菲林），共10個     |
| 图卢语 | 10（數碼）和0（菲林），共10個     |
| 孔卡尼语 | 6（數碼）和0（菲林），共6個       |
| 英語 | 5（數碼）和0（菲林），共5個       |
| 哈里亞納語 | 4（數碼）和0（菲林），共4個       |
| 迈蒂利语 | 3（數碼）和0（菲林），共3個       |
| 信德语 | 3（數碼）和0（菲林），共3個       |
| 乌尔都语 | 3（數碼）和0（菲林），共3個       |
| 博多语 | 2（數碼）和0（菲林），共2個       |
| 其他 | 1個                               |
| 總數 | 1607（數碼）和1（菲林），共1608個 |

## 特色
- 包含大量的印度式歌舞橋段。
- 營造華麗的氣氛，多以慶典為主，拍攝場景大多為棚內景。
- 各種不同的民族特色夾雜在電影片段中。

## 图集

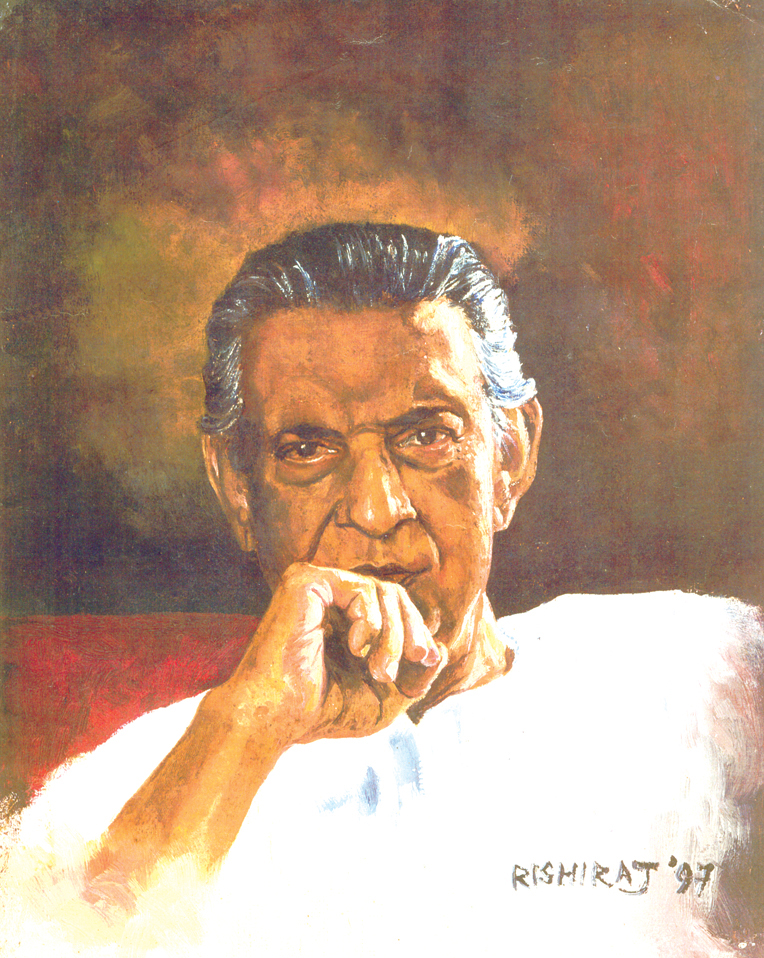
萨蒂亚吉特·雷伊
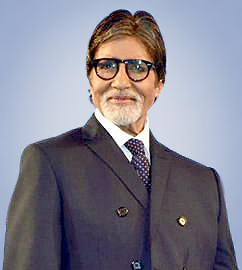
阿米塔布·巴沙坎
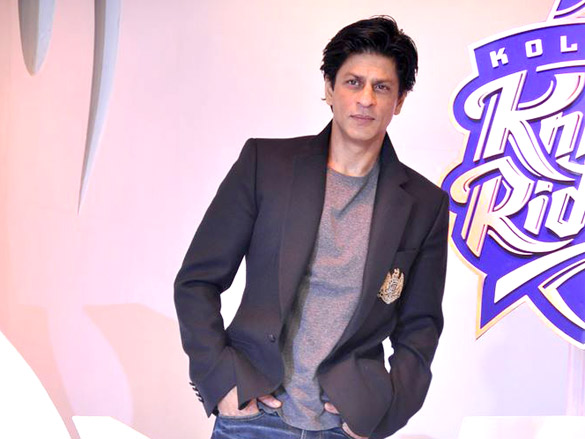
沙鲁克·汗
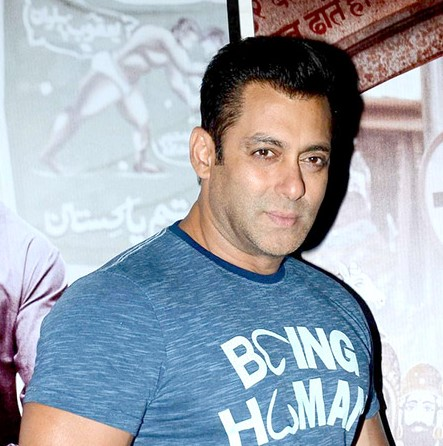
薩爾曼·汗
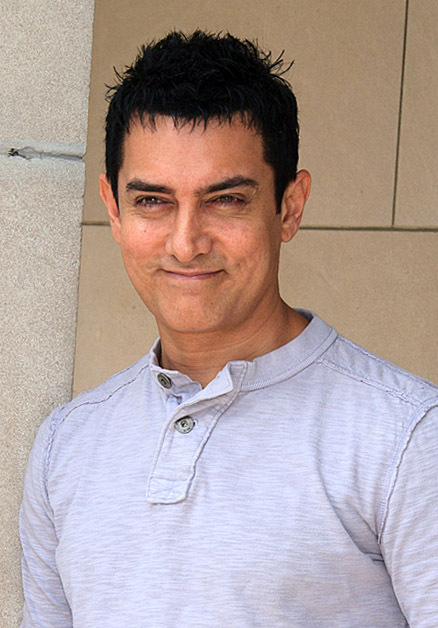
阿米尔
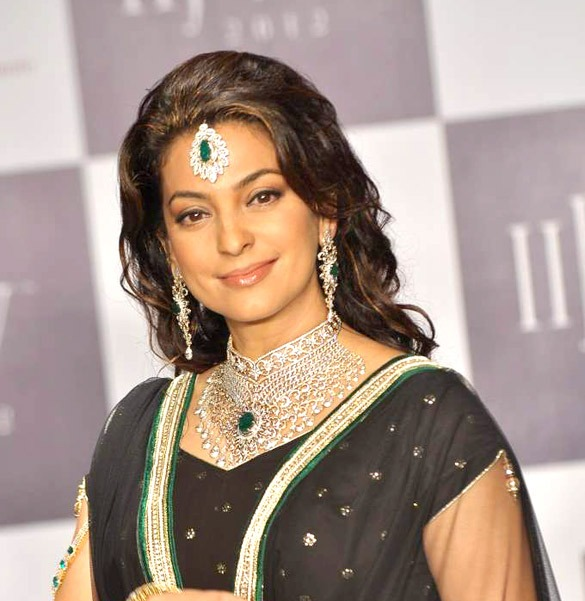
菊希·曹拉
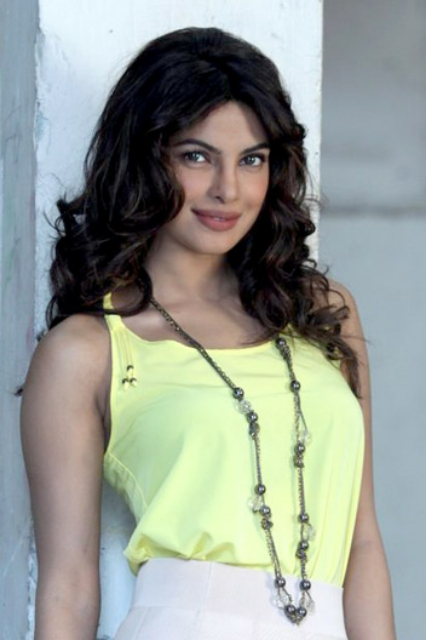
佩丽冉卡·曹帕拉
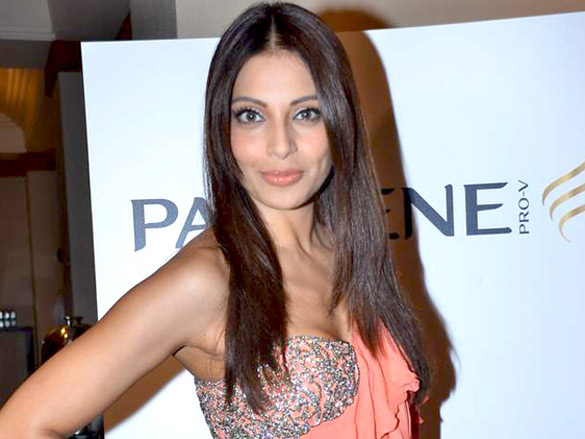
比帕莎·巴蘇
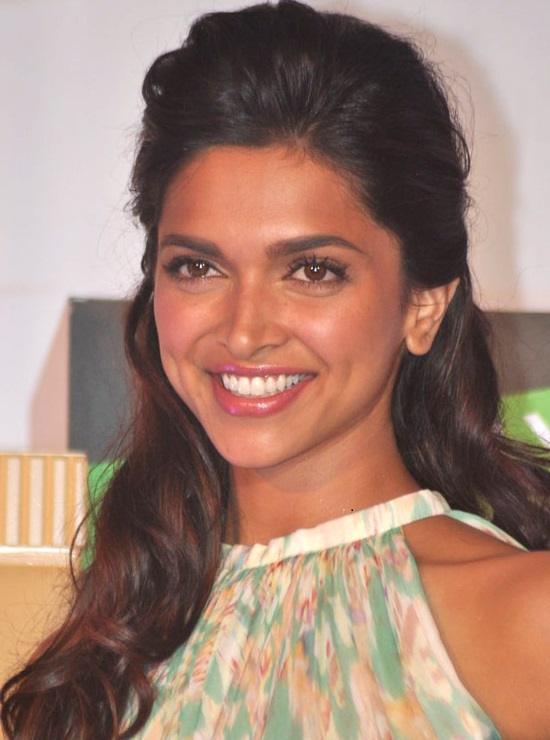
荻皮卡·帕都恭